# 데네캅카스어족
데네-캅카스어족(Dené–Caucasian languages)은 나데네어족과 예니세이어족, 중국티베트어족, 북캅카스어족, 오스트로어족을 포함하는 가설상의 어족이다. 현재 학계에서 널리 받아들여지지 않는 소수설이다.

## 개요
나데네어족과 예니세이어족은 하나의 통합된 언어 계통을 이룬다는 주장(데네예니세이어족 가설)이 제기되어 오고 있다. 그러나 데네캅카스어족은 이를 크게 확장하여 북동캅카스어족, 북서캅카스어족, 오스트로어족 그리고 중국티베트어족까지 하나의 언어 계통으로 포함시킨다. 학자에 따라서는 여기에 바스크어나 부르샤스키어, 알곤킨어족을 추가하기도 한다. 아직까지는 정확히 어느 어족이 데네캅카스어족에 속하는지에 대해서도 합의된 바가 없다.
일찍이 알프레도 트롬베티, 모리스 스와데시 등의 언어학자들이 일부 유사한 가설을 제시하기도 했으나, 캅카스어족, 예니세이어족, 중국티베트어족의 연관성을 체계적으로 주장한 첫 연구는 1980년대 세르게이 스타로스틴에 의해 시작되었다. Sergei L. Nikolaev가 1991년 나데네어족을 가설에 추가하였고, John D. Bengtson이 1996년과 1997년 각각 바스크어족과 부루샤스키어를 추가하였다. 한편 조지 반 드림은 2001년 논문에서 해당 가설에 대한 판단은 부정하며 예니세이어족과 부루샤스키어 간의 연관성만을 인정하는 카라수크(Karasuk) 가설을 제안하였다.

## 근거
데네-캅카스어족 가설의 지지자들은 다음과 같은 근거들을 제시한다.
- 여러 어휘, 특히 차용이 드문 인칭대명사의 어휘들이 유사성을 보인다.
- 접사에 관한 요소(동사 접두어, 정해진 접두어 위치(position), 명사 분류 접두어, 격 접미사) 등 문법적 특징이 공통된다.
- 스타로스틴(S. Starostin) 등 여러 학자들에 의해 데네-캅카스어족의 조어가 재구된 바 있다. 그러나 데네-캅카스어족의 조어에 대해서는, 불명확한 부분이 많아 음운 대응을 잘 설명하지 못하고 있으며, 또한 학계에서 널리 인정받지 못하고 있는 가설적인 하위 조어들에 과도하게 의존한다는 점이 비판받고 있다.

## 하위 계통
다음 분류는 세르게이 스타로스틴 등에 의한 가설이다.
1. 데네-캅카스어족 [8,700 BCE]
1.1. 나데네어족
1.2. 중국-바스크어 [7,900 BCE]
1.2.1. 바스크어족
1.2.2. 중국-캅카스어 [6,200 BCE]
1.2.2.1. 부루샤스키어
1.2.2.2. 캅카스-중국-예니세이어 [5,900 BCE]
1.2.2.2.1. 북캅카스어족
1.2.2.2.2. 중국-예니세이어 [5,100 BCE]
1.2.2.2.2.1. 예니세이어족
1.2.2.2.2.2. 중국티베트어족

## 같이 보기
- 데네예니세이어족
- 조어 (언어학)